# 葯培養
葯培養（やくばいよう、anther culture）とは、半数体を作出するための、組織培養による植物育種方法である。

## 概要
葯培養の最大の利点は育種年限の短縮である。葯の中にある花粉が成長し、植物体となれば半数体、もしくはホモ接合の植物体が得られるが、花粉を包んでいる葯自体は体細胞なので、これが成長した植物体は半数体やホモ接合体ではない。よって葯培養が成功したかを区別する必要がある。方法としては植物体に生育させた後に染色体を調べる方法があるが、組織培養中は染色体の倍化も見られる。他の方法として、アイソザイム等の分子マーカーになりえるものをヘテロ接合体で持つ植物株の葯を用い、葯培養によって作出した植物体が分子マーカーをホモ接合（成功）で持っているか、ヘテロ接合（失敗）で持っているかを調査する方法がある。
葯培養と同じ目的で葯からさらに花粉を取り出し、これから植物体を作出する花粉培養がある。